# مقاطعة تيلير (كولورادو)
مقاطعة تيلير (بالإنجليزية: Teller County)‏ هي إحدى مقاطعات ولاية كولورادو في الولايات المتحدة الأمريكية.

## معرض صور

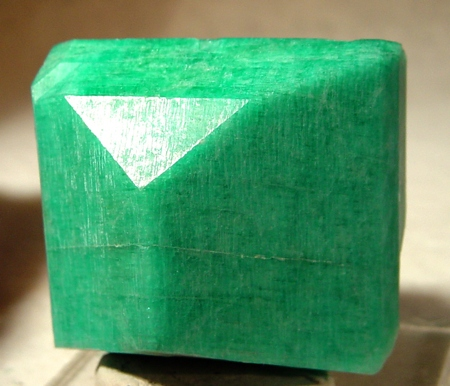
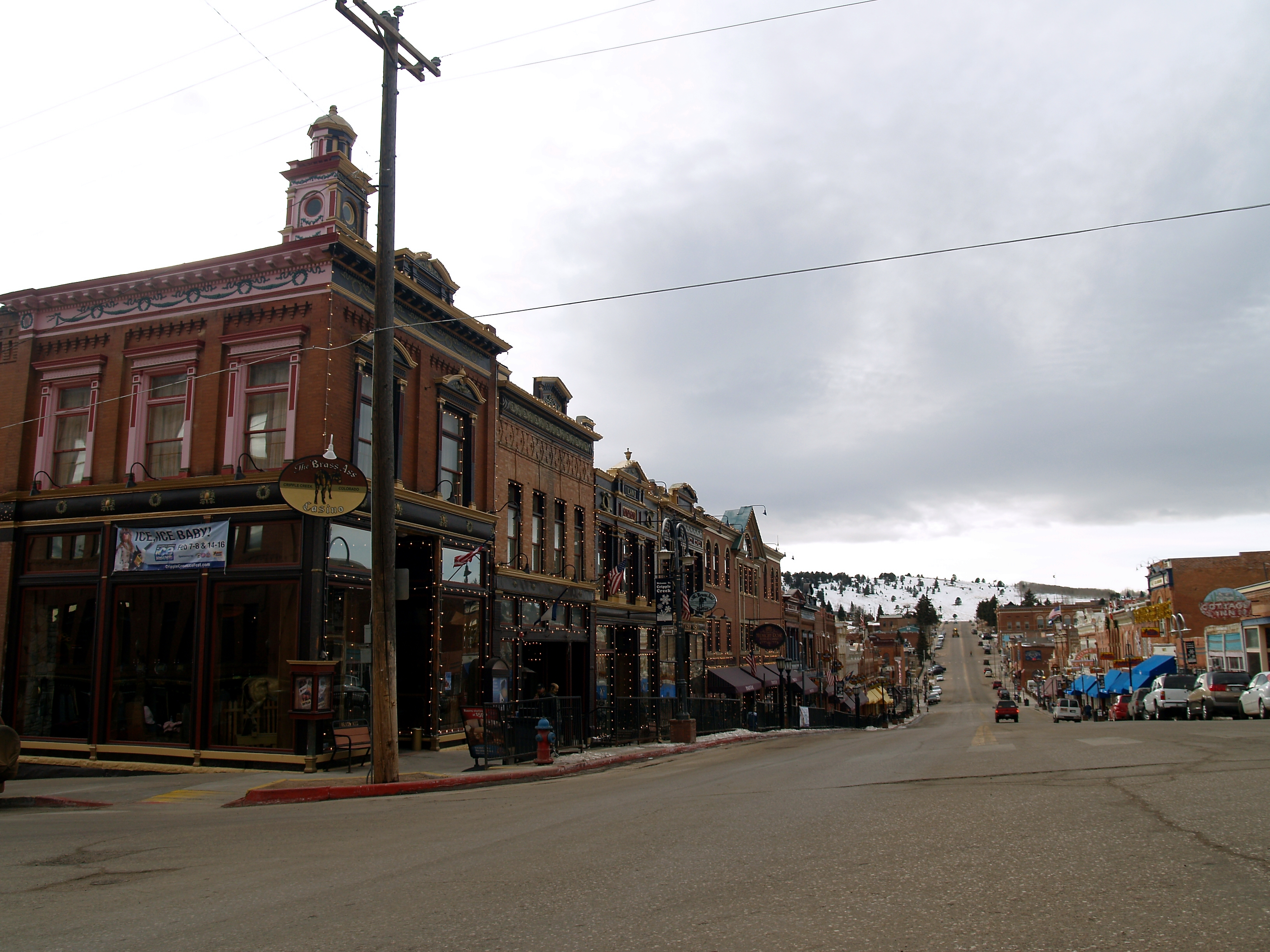
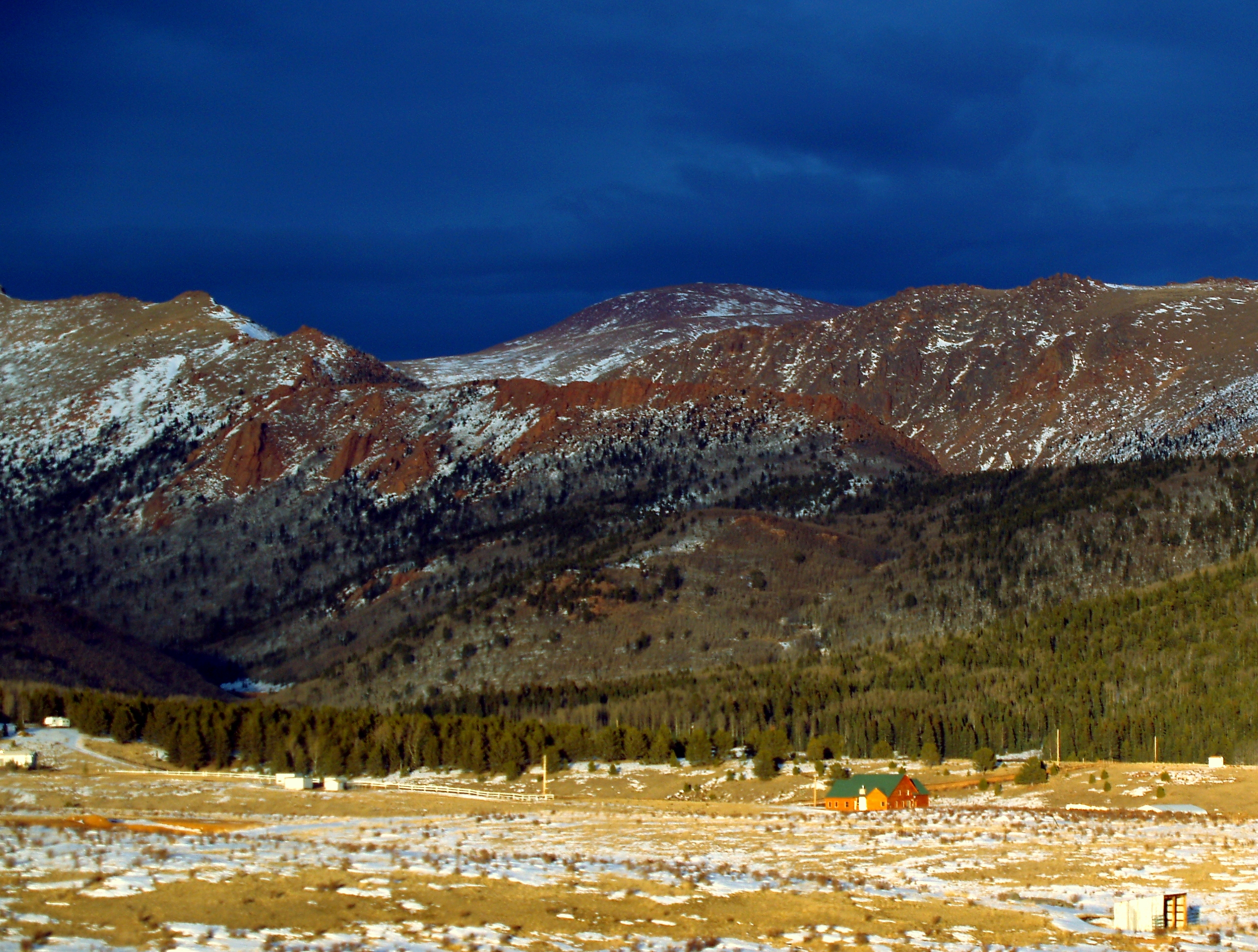
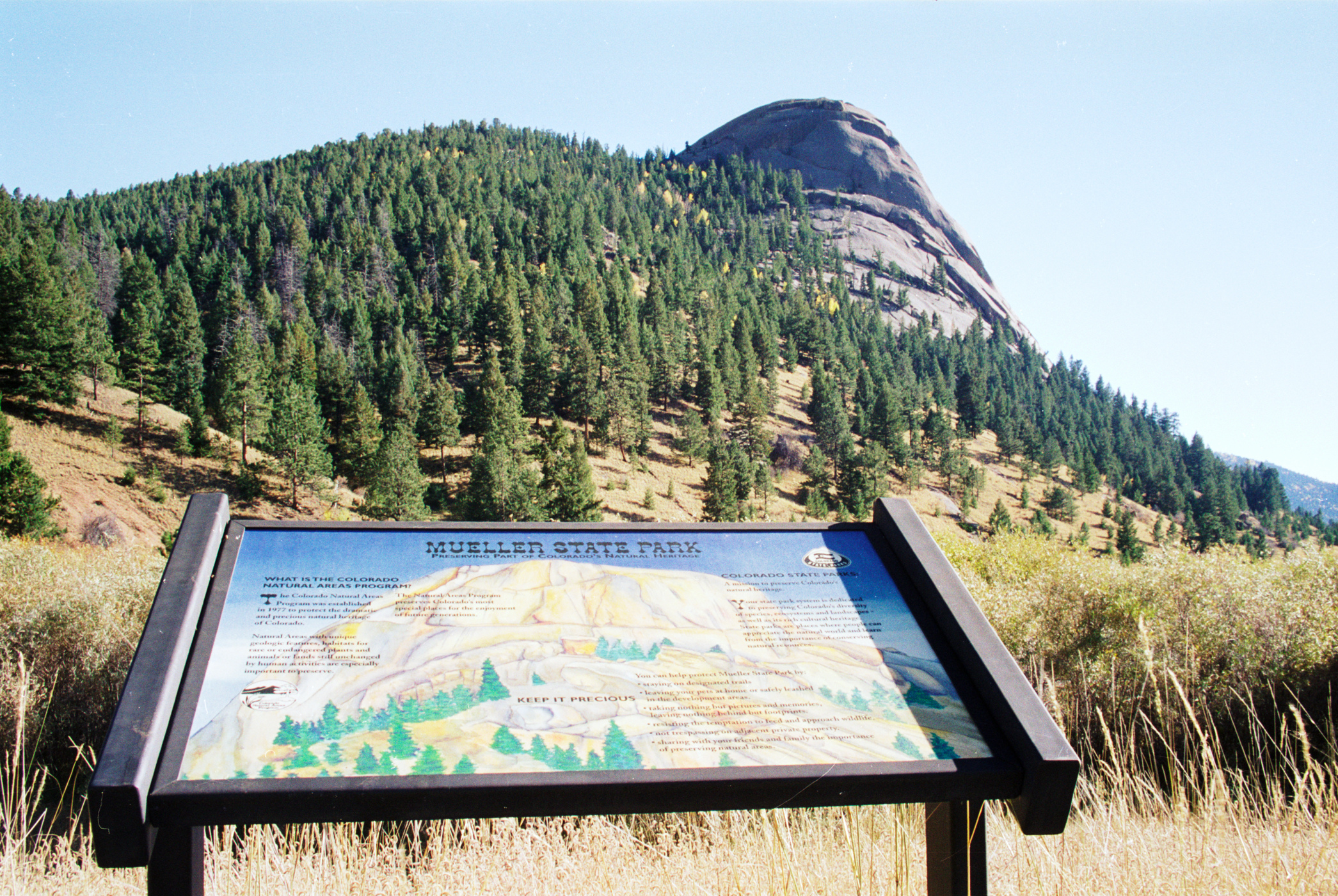
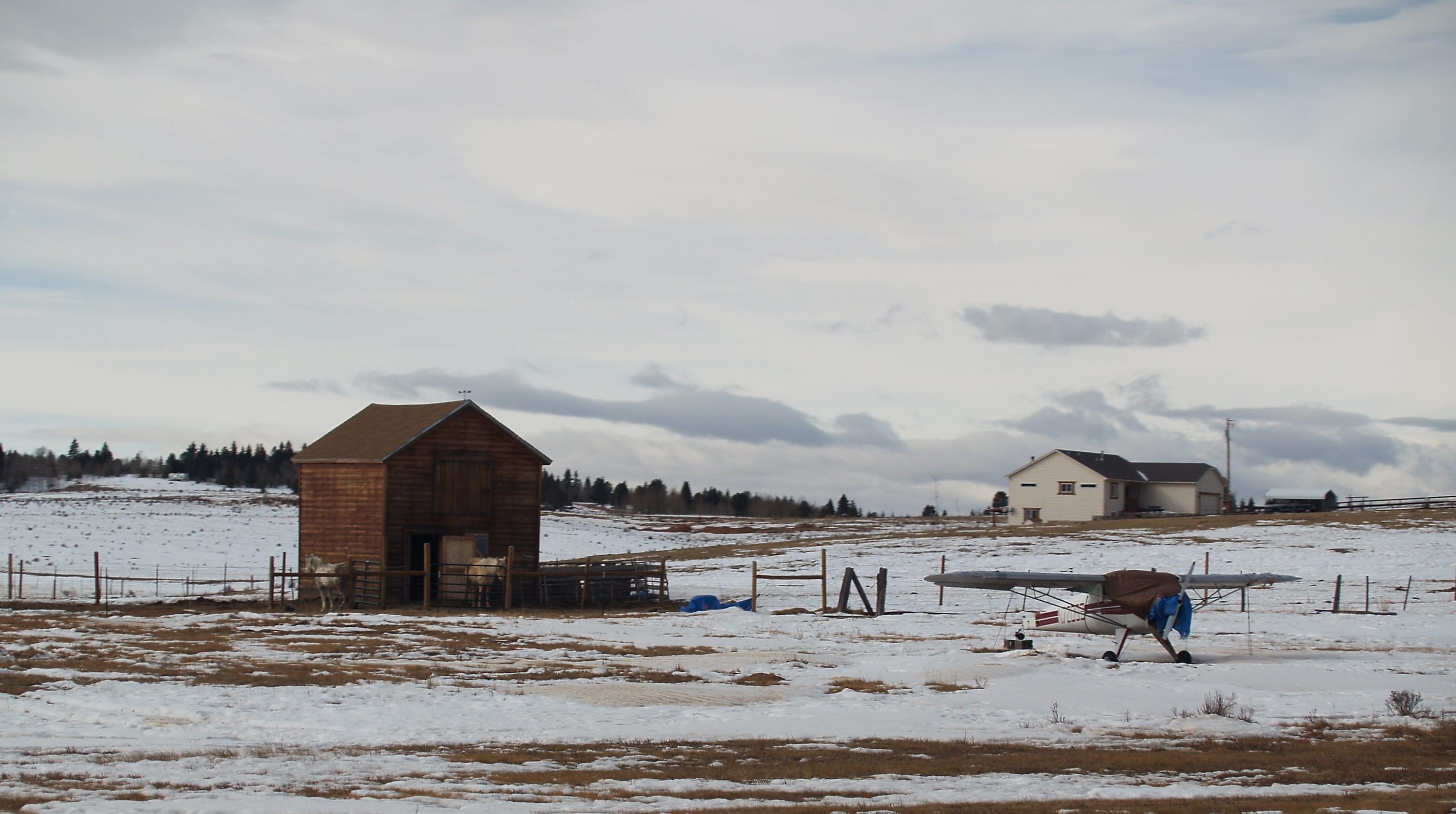